# Томов, Александр
Александр Лазаров Томов (болг. Александър Лазаров  Томов, род. 3 апреля 1949, Склаве, Благоевградская область) — болгарский борец греко-римского стиля, призёр Олимпийских игр, пятикратный чемпион мира, пятикратный чемпион Европы. Заслуженный мастер спорта Болгарии.

## Биография
Родился в 1949 году в селе Склаве общины Сандански Благоевградской области. В 1968 году завоевал золотую медаль Балканских игр. В 1970 году стал бронзовым призёром чемпионата Европы, и занял 6-е место на чемпионате мира. В 1971 году стал чемпионом мира. В 1972 году стал чемпионом Европы и завоевал серебряную медаль Олимпийских игр в Мюнхене. В 1973 году стал чемпионом мира и Европы. В 1974 году на чемпионате мира занял 1-е место, а на чемпионате Европы — 2-е. В 1975 году вновь стал чемпионом мира. В 1976 году завоевал серебряную медаль Олимпийских игр в Монреале и занял 1-е место на чемпионате Европы. В 1978 году стал серебряным призёром чемпионата Европы. В 1979 году стал чемпионом мира и Европы. В 1980 году завоевал серебряную медаль на Олимпийских играх в Москве. В 1984 году опять стал чемпионом Европы.
Внесён в Зал славы Международной федерации борьбы.